# Liste des cardinaux créés par Clément XII
Le pape Clément XII a créé au cours de son pontificat (1730-1740), 35 cardinaux dans 15 consistoires :

## Créé le 14 août 1730
- Neri Maria Corsini

## Créés le 2 octobre 1730
- Alessandro Aldobrandini
- Girolamo Grimaldi
- Bartolomeo Massei
- Bartolomeo Ruspoli

## Créés le 24 septembre 1731
- Vincenzo Bichi
- Sinibaldo Doria
- Giuseppe Firrao
- Antonio Saverio Gentili
- Giovanni Antonio Guadagni OCD

## Créés le1eroctobre 1732
- Troiano Acquaviva d’Aragona
- Agapito Mosca

## Créé le 2 mars 1733
- Domenico Riviera

## Créés le 28 septembre 1733
- Marcello Passari
- Giovanni Battista Spinola

## Créés le 24 mars 1734
- Pompeio Aldrovandi
- Serafino Cenci
- Pietro Maria Pieri OSM
- Giacomo Lanfredini

## Créé le 17 janvier 1735
- Giuseppe Spinelli

## Créé le 19 décembre 1735
- Louis Antoine de Bourbon

## Créés le 20 décembre 1737
- Tomás de Almeida
- Henri Oswald de La Tour d'Auvergne
- Joseph Dominikus von Lamberg
- Gaspar de Molina y Oviedo OSA
- Jan Aleksander Lipski
- Rainiero d'Elci
- Carlo Rezzonico, futur pape Clément XIII

## Créé le 23 juin 1738
- Domenico Silvio Passionei

## Créé le 19 décembre 1738
- Silvio Valenti-Gonzaga

## Créés le 23 février 1739
- Gaetano Stampa
- Pierre Guérin de Tencin

## Créé le 15 juillet 1739
- Marcellino Corio

## Créés le 30 septembre 1739
- Prospero Colonna
- Carlo Maria Sacripante

### Source
- Charles Berton et Jacques-Paul Migne, Dictionnaire des cardinaux : contenant des notions générales sur le cardinalat, Paris, Jacques-Paul Migne, 1857, 1824 p. (lire en ligne) La Liste des Cardinaux créés par Clément XII est page 1792.